# I yah!
《I yah!》는 대한민국의 음악 그룹 H.O.T.의 네 번째 정규 음반이다. 타이틀곡이었던 〈아이야! (I yah!)〉는 1999년 6월 30일 발생했던 씨랜드 청소년수련원 화재 사고를 다루었다.

## 수록곡
| #            | 제목                                            | 작사         | 작곡·편곡         | 재생 시간 |
| ------------ | ----------------------------------------------- | ------------ | ----------------- | --------- |
| 1.           | 〈투지〉 (鬪志, Get It Up!)                     | 문희준       | 문희준            | 4:11      |
| 2.           | 〈전쟁〉 (TALK)                                 |              |                   | 1:27      |
| 3.           | 〈아이들 & News〉 (TALK, 1999/6/30 SBS 뉴스 중) |              |                   | 1:43      |
| 4.           | 〈아이야!〉 (I yah!)                            | 유영진       | 유영진, Groovie K | 4:37      |
| 5.           | 〈하늘 꿈 그리고〉 (TALK)                       |              |                   | 1:20      |
| 6.           | 〈The Way That You Like Me〉                    | 유영진       | 유영진, 유한진    | 4:36      |
| 7.           | 〈나의 너〉 (My Girl)                           | 강타         | 강타              | 3:44      |
| 8.           | 〈8.15〉 (제2의 독립을 위하여...)               | 문희준       | 문희준            | 4:32      |
| 9.           | 〈신념〉 (TALK)                                 |              |                   | 0:23      |
| 10.          | 〈Korean Pride〉                                | 토니 안      | 토니 안           | 3:44      |
| 11.          | 〈마지막 음성〉 (TALK)                          |              |                   | 0:56      |
| 12.          | 〈Do or Die〉                                   | 장우혁       | 장우혁            | 3:43      |
| 13.          | 〈고백〉 (TALK)                                 |              |                   | 0:46      |
| 14.          | 〈축복〉 (Celebrate)                            | 강타         | 강타              | 5:00      |
| 15.          | 〈친구〉 (TALK)                                 |              |                   | 2:19      |
| 16.          | 〈영혼〉 (Soul)                                 | 문희준       | 문희준            | 4:21      |
| 17.          | 〈웃음〉 (TALK)                                 |              |                   | 3:00      |
| 18.          | 〈PU HA HA〉                                    | 이재원       | 이재원            | 6:20      |
| 19.          | 〈사모〉 (조지훈 시인의 작품)                   |              |                   | 2:23      |
| 20.          | 〈환희〉 (It's Been Raining Since You Left Me)  | 강타         | 강타              | 4:20      |
| 21.          | 〈탈출〉 (TALK)                                 |              |                   | 1:11      |
| 22.          | 〈다시 시작해〉 (Forever Song)                  | 이재원       | 이재원            | 4:15      |
| 23.          | 〈고마워 미안해〉 (TALK)                        |              |                   | 2:22      |
| 24.          | 〈고마워 미안해〉 (Together, Forever)           | 강타         | 강타              | 4:07      |
| 총 재생 시간 | 총 재생 시간                                    | 총 재생 시간 | 총 재생 시간      | 75:20     |

- 〈아이야!〉에서는 독일의 서양 고전 음악 작곡가 루트비히 판 베토벤의 〈피아노 소나타 14번〉과 볼프강 아마데우스 모차르트의 <교향곡 25번 K.183>을 삽입하였다.

## 참여
이 목록은 해당 앨범의 부클릿 〈staff〉목록 등에서 발췌하였다.
| H.O.T. - 문희준 - 보컬, 랩, 신시사이저/컴퓨터 프로그래밍(1, 16), 백 보컬(1, 4, 6~8, 10, 12, 14, 16, 20, 24), 샘플링(16), 디렉터(1, 8, 16), 안무 - 강타 - 리드 보컬, 컴퓨터 프로그래밍/신시사이저(7, 14, 20), 백 보컬(1, 4, 6~8, 10, 12, 14, 16, 20, 22, 24), 피아노(20), 디렉터(7, 12, 14, 20, 24) - 토니 안 - 보컬, 랩, 백 보컬(1, 4, 6~8, 10, 12, 14, 16, 20, 24), 신시사이저/컴퓨터 프로그래밍/디렉터(10) - 장우혁 - 랩, 백 보컬(1, 4, 6~8, 10, 12, 14, 16, 20, 24), 샘플링/컴퓨터 프로그래밍/디렉터(12), 안무 - 이재원 - 랩, 백 보컬(1, 4, 6~8, 10, 12, 14, 16, 20, 24), 신시사이저/컴퓨터 프로그래밍/믹싱/디렉터(18, 22) 세션 - Groovie K - 기타(1, 4, 6~8, 10, 12, 14, 16, 18, 22) - 유영진 - 백 보컬(4, 6) - 에릭 - 영어 랩(4) - 이태윤 - 베이스 기타(4, 6, 14, 22, 24) - 오조환 - 바이올린(8, 20) - Sam Lee - 기타(12) - DJ Freddy - 스크래치 (12) - 이정식 - 색소폰(14) - 김현아 - 백 보컬(22) - H.O.T. 팬 - 함성 소리(24) | 스탭 - 이수만 - 프로듀서 - 유영진 - 디렉터(4, 6) - KAT, 김영훈, 여두현 - 녹음 - 전훈, 백세준(소닉 코리아) - 마스터링 - 김경욱 - 프로덕션 - 김기범, 정유진, 최윤정, 이수용, 박권영, 김도윤, 조인영, 오재혁, 양석헌, 김지연 - A&R - 허남, 장유색, 송준엽 - 매니저 - 성문석, 최미숙, 김은아, 이상희 - 스타일리스트 - 국승규 - 앨범 디자인 - 박상훈 - 사진 - 명진아트 - 인쇄 - SM 엔터테인먼트 - 이그제큐티브 프로듀서 |

## 미디어 속의 I yah!
- 이 앨범에 수록된 곡 중 투지와 아이야!는 펌프 잇 업 2nd Dance Floor에서도 수록되었다.